# Amarte duele
Больно любить — мексиканский фильм 2002 года. Девушка из высшего класса, Рената (Марта Игареда) влюбляется в молодого человека из рабочего класса, по имени Улисес (Луис Фернандо Пенья). Из -за расхождения социальных классов главных героев возникает невозможная или запретная любовь. Раскрытие такой темы как дискриминация социальных классов в фильме вызвал жаркие споры среди критиков. В Мексике фильм стал классикой поп-культуры.
По словам режиссёра Больно любить, фильм был основан по мотивам шекспировской пьесы Ромео и Джульета. Фильм показывает обыденную жизнь мексиканской молодежи, в которой раскрывает дискриминацию, нетерпимость, вызванная из-за экономической ситуации в стране, расовой принадлежности или даже одежды.

## Актёрский состав
- Луис Фернандо Пенья… Улисес
- Марта Игареда … Рената
- Химена Сариньяна … Мариана
- Андреа Дамьян (исп. Andrea Damián) … Паулина
- Армандо Эрнандес … Хенаро
- Даниела Торрес (исп. Daniela Torres) … Beatriz «La China»
- Карла Бельмонт (исп. Karla Belmont) … Мариса
- Альфонсо Эррера … Франциско
- Патриция Берналь (исп. Patricia Bernal) … Эстер, мать Ренаты и Марианы
- Педро Дамьян (исп. Pedro Damián) … Армандо, отец Ренаты и Марианы
- Саидэ Сильвия Гутьеррес (исп. Zaide Silvia Gutiérrez) … Клаудия, мать Улисеса
- Элихио Мелендес (исп. Eligio Meléndez) … Мартин, отец Улисеса
- Хулио Эскалеро (исп. Julio Escalero) … Хоель «Эль Чофф»
- Кристиан Магалони (исп. Cristian Magaloni) … Диего
- Хосе Мария дэ Тавира (исп. José María de Tavira) … Алехандро
- Пабло Веласко Таблерос (исп. Pablo Velasco Tableros) … Боррего
- Лусия Паийлес (исп. Lucía Paillés) … Мими
- Учительница … Лаура Бейер
- «Moy» … Эдуардо Пуэбло
- София Санчес Наварро (исп. Sofía Sánchez Navarro) … радиоведущая
- Эктор Аревало (исп. Héctor Arévalo) … Октавио
- Парис Роа (исп. Paris Roa) … Гойо
- Денис Алехандра Эспиндола (исп. Denisse Alejandra Espindola) … Миранда

## Саундтрэк
Диск № 1
1. Natalia Lafourcade — Amarte Duele
2. Zoé — Soñé
3. Kinky — Más
4. Pulpo — Caliente
5. Diábolo — La Negra
6. Genitallica — Funeral Reggae
7. Pulpo — Guanabí
8. Natalia Lafourcade — En el 2000
9. Mario Domm — Tú Tienes Un Lugar
10. Ximena Sariñana — Cuento

Диск № 2
1. Pulpo — Malo
2. Diábolo — Te Ofrecí
3. Volován — No Quieres Venir
4. Ximena Sariñana — Mañana No Es Hoy
5. Natalia Lafourcade (con León Larregui) — Llevarte A Marte
6. Natalia Lafourcade — Busca Un Problema
7. Ximena Sariñana — Las Huellas
8. Elefante — Sabor A Chocolate
9. Natalia Lafourcade — El Destino
10. Fey — The Other Side (DJ Grego E-Latin Club)